# ボレスワフ3世の遺言状

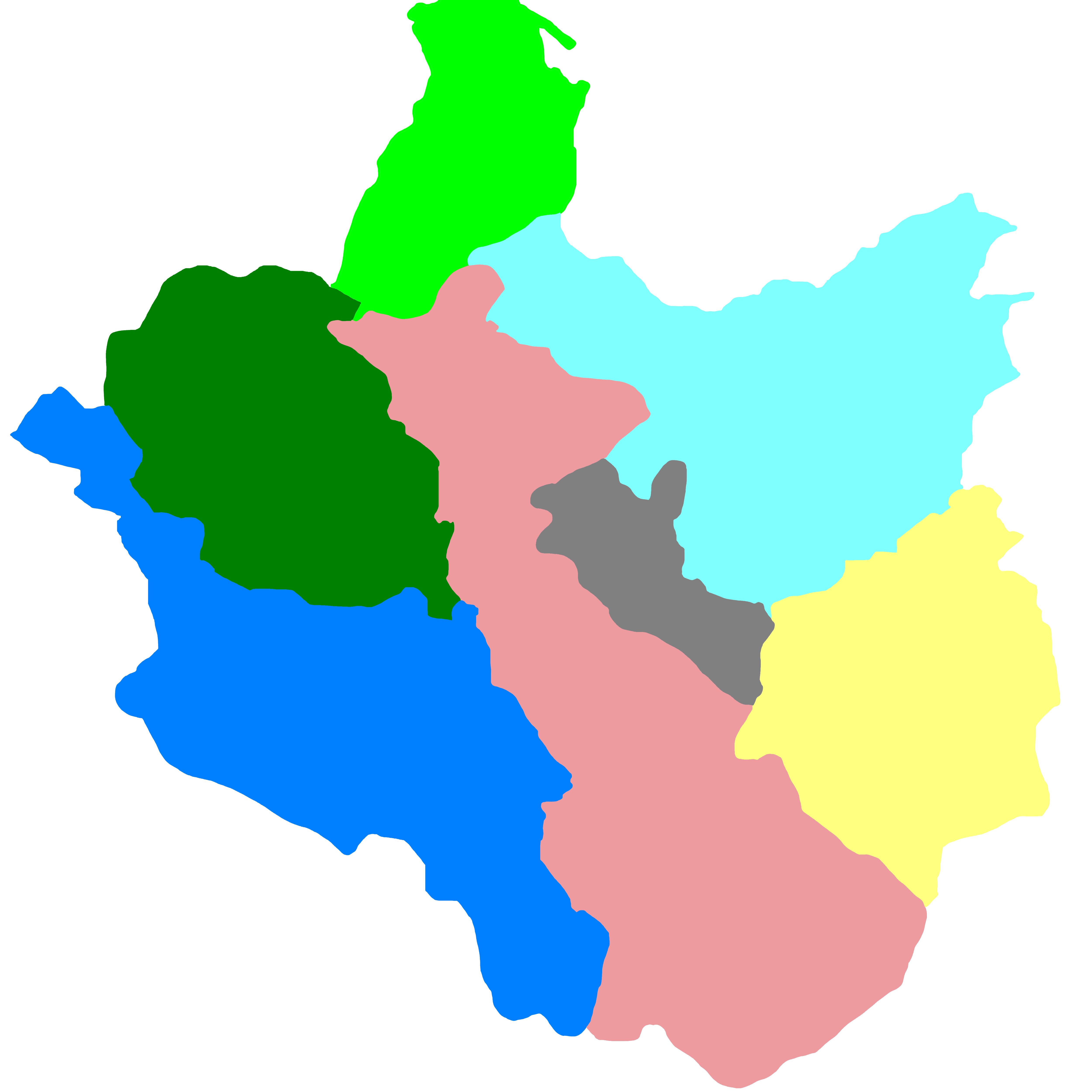
ボレスワフ3世の息子達によるポーランドの分割相続:
長子領、ヴィエルコポルスカ東部、マウォポルスカ、クヤヴィ西部、ウェンチツァ地方及びシェラツ地方からなる
シロンスク領、ヴワディスワフ2世の分領
マゾフシェ領、ボレスワフ4世の分領
ヴィエルコポルスカ領、ミェシュコ3世の分領
サンドミェシュ領、ヘンリクの分領
ウェンチツァ地方、ボレスワフ3世の未亡人サロメアの寡婦領で、その死と同時に長子領に戻される
ポモジェ、長子領の支配者の封土

ボレスワフ3世曲唇公の遺言状（ポーランド語：Ustawa sukcesyjna Bolesława Krzywoustego）は、ポーランド大公ボレスワフ3世が死に際し、息子達によるポーランド王国の統治に関して定めた政治的な法令。この遺言によって、ボレスワフ3世は自分の相続人達が互いに争わず、ピャスト家の諸公による王国の統合状態が永続する体制の確立を試みていた。しかし、結局ボレスワフ3世の目論見は失敗に終わり、彼の死後間もなく後継者達は互いに争いを始め、200年にわたるポーランドの分裂時代が幕を開けた。

## 遺言状
ボレスワフ3世は1115年から1118年のあいだ（息子ミェシュコ3世の誕生からスカルビミルの反乱の間）にこの遺言状を公布し、領土の分割相続は1138年の彼の死と同時に実行に移されたとされる。
ボレスワフ3世はポーランド王国を5つの公国に分割した。
- 長子領（またはクラクフ公国） - ヴィエルコポルスカ東部、マウォポルスカ、クヤヴィ西部、ウェンチツァ地方（ボレスワフ3世の未亡人サロメアに寡婦領として割り当てられた）及びシェラツ地方からなる。ボレスワフ3世の長子ヴワディスワフ2世（亡命公）に割り当てられた。

- シロンスク領（シロンスク公国） - シロンスクからなり、こちらもヴワディスワフ2世に割り当てられた。

- マゾフシェ領（マゾフシェ公国） - マゾフシェ及びクヤヴィ東部からなり、ボレスワフ4世（巻毛公）に割り当てられた。

- ヴィエルコポルスカ領（ヴィエルコポルスカ公国） - ヴィエルコポルスカ西部からなり、ミェシュコ3世（老公）に割り当てられた。

- サンドミェシュ領（サンドミェシュ公国） - 都市サンドミェシュとその周辺部からなり、ヘンリクに割り当てられた。

カジミェシュ2世（正義公）は、どの地域も割り当てられなかった。これはカジミェシュ2世が父の死後に生まれたか、将来は聖職者となることが予定されていたためだと考えられる。
年長者相続の原則が導入され、常に王家の最長老（首位の公、プリンケプス、大公）が王国の最高権威者（Dux）であり、分割の禁じられた長子領の統治者と定められた。この長子領は、ポーランドの真ん中を南北に走る広大な領域で、クラクフを主都としていた。「長子」の特権にはポモジェ（ポンメルン）を封土として、同地域の主権者となることも含まれていた。「長子」はまた国境を防衛する役目をも担い、他の諸公の領地から軍隊を招集して使役し、外交を行い、聖職者を監督（司教と大司教の任命権をも持つ）し、通貨を鋳造する権限を有した。

## 結果
「長子」による統治体制は、ヴワディスワフ2世が権力を自らに集中させようとして、弟達と対立したためにすぐに崩壊した。ヴワディスワフ2世の中央集権志向は最初は成功を収めた（サロメアの死後に寡婦領を回収することが出来た）が、やがて反乱を起こした弟達に敗れ、彼の息子達は神聖ローマ帝国の援助で何とかシロンスクを確保したものの、長子領を喪失した。これは以後200年近く続くポーランドの分裂時代の始まりとなり、この状態は1241年のレグニツァの戦いによってさらに悪化することになる。
1320年、ヴワディスワフ1世がポーランド王国の国王として戴冠した時、すでにポモジェとシロンスクの大部分はポーランドの影響下にある地域から外れており、ヴワディスワフ1世の王国は200年前に比べればかなり縮小されたものだった。